# 15246 Kumeta
15246 Kumeta este un asteroid din centura principală de asteroizi.

## Descriere
15246 Kumeta este un asteroid din centura principală de asteroizi. A fost descoperit pe 2 noiembrie 1989 la Kitami de Kin Endate și Kazuro Watanabe. Asteroidul prezintă o orbită caracterizată de o semiaxă mare de 2,63 ua, o excentricitate de 0,20 și o înclinație de 3,6° în raport cu ecliptica.